# Eerste divisie 1985/86 (nacompetitie)/Wedstrijden
Het Nederlandse Eerste divisie voetbal uit het seizoen 1985/86 kende aan het einde van de reguliere competitie een nacompetitie. De vier periodekampioenen streden om promotie naar de Eredivisie.
Winnaar van deze veertiende editie werd SC Veendam, dat alle zes wedstrijden won.

## Speelronde 1
|                   |     |                                      |           |                                                                                   |
| 28 mei 1986 19:30 | RKC | 0 – 2                                | Willem II | Stadion: Olympia, Waalwijk Toeschouwers: 7.000 Scheidsrechter: Henk van Ettekoven |
| 28 mei 1986 19:30 |     | 23' Wanny van Gils 70' Kevin Maddock |           | Stadion: Olympia, Waalwijk Toeschouwers: 7.000 Scheidsrechter: Henk van Ettekoven |
| 28 mei 1986 19:30 |     |                                      |           | Stadion: Olympia, Waalwijk Toeschouwers: 7.000 Scheidsrechter: Henk van Ettekoven |
| 28 mei 1986 19:30 |     |                                      |           | Stadion: Olympia, Waalwijk Toeschouwers: 7.000 Scheidsrechter: Henk van Ettekoven |
|                   |     |                                      |           |                                                                                   |

|                   |                                |       |                       |                                                                                 |
| 28 mei 1986 19:30 | SC Veendam                     | 2 – 1 | Vitesse               | Stadion: De Langeleegte, Veendam Toeschouwers: 8.000 Scheidsrechter: Bep Thomas |
| 28 mei 1986 19:30 | Boy Nijgh 3' Henk Veldmate 46' |       | 35' Roger Schouwenaar | Stadion: De Langeleegte, Veendam Toeschouwers: 8.000 Scheidsrechter: Bep Thomas |
| 28 mei 1986 19:30 |                                |       |                       | Stadion: De Langeleegte, Veendam Toeschouwers: 8.000 Scheidsrechter: Bep Thomas |
| 28 mei 1986 19:30 |                                |       |                       | Stadion: De Langeleegte, Veendam Toeschouwers: 8.000 Scheidsrechter: Bep Thomas |
|                   |                                |       |                       |                                                                                 |

## Speelronde 2
|                   |                                                           |       |                                       |                                                                                        |
| 1 juni 1986 18:00 | Vitesse                                                   | 3 – 2 | RKC                                   | Stadion: Nieuw-Monnikenhuize, Arnhem Toeschouwers: 3.800 Scheidsrechter: Gerard Geurds |
| 1 juni 1986 18:00 | Pierre le Grand 10' Roger Schouwenaar 44' Ricky Talan 72' |       | 20' Marcel Brands 78' Ton Cornelissen | Stadion: Nieuw-Monnikenhuize, Arnhem Toeschouwers: 3.800 Scheidsrechter: Gerard Geurds |
| 1 juni 1986 18:00 |                                                           |       |                                       | Stadion: Nieuw-Monnikenhuize, Arnhem Toeschouwers: 3.800 Scheidsrechter: Gerard Geurds |
| 1 juni 1986 18:00 |                                                           |       |                                       | Stadion: Nieuw-Monnikenhuize, Arnhem Toeschouwers: 3.800 Scheidsrechter: Gerard Geurds |
|                   |                                                           |       |                                       |                                                                                        |

|                   |                  |       |                                  |                                                                                                 |
| 1 juni 1986 18:00 | Willem II        | 1 – 2 | SC Veendam                       | Stadion: Gemeentelijk Sportpark, Tilburg Toeschouwers: 7.000 Scheidsrechter: Chris van der Laar |
| 1 juni 1986 18:00 | Robert Hoofs 79' |       | 49' Alex Klompstra 58' Joop Gall | Stadion: Gemeentelijk Sportpark, Tilburg Toeschouwers: 7.000 Scheidsrechter: Chris van der Laar |
| 1 juni 1986 18:00 |                  |       |                                  | Stadion: Gemeentelijk Sportpark, Tilburg Toeschouwers: 7.000 Scheidsrechter: Chris van der Laar |
| 1 juni 1986 18:00 |                  |       |                                  | Stadion: Gemeentelijk Sportpark, Tilburg Toeschouwers: 7.000 Scheidsrechter: Chris van der Laar |
|                   |                  |       |                                  |                                                                                                 |

## Speelronde 3
|                   |                                            |       |                                  |                                                                                         |
| 4 juni 1986 19:30 | SC Veendam                                 | 3 – 2 | RKC                              | Stadion: De Langeleegte, Veendam Toeschouwers: 8.000 Scheidsrechter: Ignace van Swieten |
| 4 juni 1986 19:30 | Alex Klompstra 25', 60' Ronald Steenge 35' |       | 27', 62' (pen.) Peter van Velzen | Stadion: De Langeleegte, Veendam Toeschouwers: 8.000 Scheidsrechter: Ignace van Swieten |
| 4 juni 1986 19:30 |                                            |       |                                  | Stadion: De Langeleegte, Veendam Toeschouwers: 8.000 Scheidsrechter: Ignace van Swieten |
| 4 juni 1986 19:30 |                                            |       |                                  | Stadion: De Langeleegte, Veendam Toeschouwers: 8.000 Scheidsrechter: Ignace van Swieten |
|                   |                                            |       |                                  |                                                                                         |

|                   |         |             |           |                                                                                        |
| 4 juni 1986 19:30 | Vitesse | 0 – 1       | Willem II | Stadion: Nieuw-Monnikenhuize, Arnhem Toeschouwers: 2.700 Scheidsrechter: Egbert Mulder |
| 4 juni 1986 19:30 |         | 5' Henk Vos |           | Stadion: Nieuw-Monnikenhuize, Arnhem Toeschouwers: 2.700 Scheidsrechter: Egbert Mulder |
| 4 juni 1986 19:30 |         |             |           | Stadion: Nieuw-Monnikenhuize, Arnhem Toeschouwers: 2.700 Scheidsrechter: Egbert Mulder |
| 4 juni 1986 19:30 |         |             |           | Stadion: Nieuw-Monnikenhuize, Arnhem Toeschouwers: 2.700 Scheidsrechter: Egbert Mulder |
|                   |         |             |           |                                                                                        |

## Speelronde 4
|                   |                     |       |                                      |                                                                             |
| 8 juni 1986 18:00 | RKC                 | 1 – 2 | SC Veendam                           | Stadion: Olympia, Waalwijk Toeschouwers: 900 Scheidsrechter: Arie de Munnik |
| 8 juni 1986 18:00 | Ton Cornelissen 85' |       | 44' Ronald Steenge 80' Jan Redmeijer | Stadion: Olympia, Waalwijk Toeschouwers: 900 Scheidsrechter: Arie de Munnik |
| 8 juni 1986 18:00 |                     |       |                                      | Stadion: Olympia, Waalwijk Toeschouwers: 900 Scheidsrechter: Arie de Munnik |
| 8 juni 1986 18:00 |                     |       |                                      | Stadion: Olympia, Waalwijk Toeschouwers: 900 Scheidsrechter: Arie de Munnik |
|                   |                     |       |                                      |                                                                             |

|                   |                                      |       |         |                                                                                                |
| 8 juni 1986 18:00 | Willem II                            | 2 – 0 | Vitesse | Stadion: Gemeentelijk Sportpark, Tilburg Toeschouwers: 5.000 Scheidsrechter: John Blankenstein |
| 8 juni 1986 18:00 | Robert Hoofs 60' (pen.) Henk Vos 87' |       |         | Stadion: Gemeentelijk Sportpark, Tilburg Toeschouwers: 5.000 Scheidsrechter: John Blankenstein |
| 8 juni 1986 18:00 |                                      |       |         | Stadion: Gemeentelijk Sportpark, Tilburg Toeschouwers: 5.000 Scheidsrechter: John Blankenstein |
| 8 juni 1986 18:00 |                                      |       |         | Stadion: Gemeentelijk Sportpark, Tilburg Toeschouwers: 5.000 Scheidsrechter: John Blankenstein |
|                   |                                      |       |         |                                                                                                |

## Speelronde 5
|                    |                                                                |       |                       |                                                                                |
| 11 juni 1986 19:30 | RKC                                                            | 5 – 1 | Vitesse               | Stadion: Olympia, Waalwijk Toeschouwers: 400 Scheidsrechter: Jaap van der Niet |
| 11 juni 1986 19:30 | Marcel Brands 15' Ton Cornelissen 19', 55', 67' Peter Bosz 63' |       | 82' Roger Schouwenaar | Stadion: Olympia, Waalwijk Toeschouwers: 400 Scheidsrechter: Jaap van der Niet |
| 11 juni 1986 19:30 |                                                                |       |                       | Stadion: Olympia, Waalwijk Toeschouwers: 400 Scheidsrechter: Jaap van der Niet |
| 11 juni 1986 19:30 |                                                                |       |                       | Stadion: Olympia, Waalwijk Toeschouwers: 400 Scheidsrechter: Jaap van der Niet |
|                    |                                                                |       |                       |                                                                                |

|                    |               |       |           |                                                                                     |
| 11 juni 1986 19:30 | SC Veendam    | 1 – 0 | Willem II | Stadion: De Langeleegte, Veendam Toeschouwers: 12.000 Scheidsrechter: Gerard Geurds |
| 11 juni 1986 19:30 | Boy Nijgh 83' |       |           | Stadion: De Langeleegte, Veendam Toeschouwers: 12.000 Scheidsrechter: Gerard Geurds |
| 11 juni 1986 19:30 |               |       |           | Stadion: De Langeleegte, Veendam Toeschouwers: 12.000 Scheidsrechter: Gerard Geurds |
| 11 juni 1986 19:30 |               |       |           | Stadion: De Langeleegte, Veendam Toeschouwers: 12.000 Scheidsrechter: Gerard Geurds |
|                    |               |       |           |                                                                                     |

## Speelronde 6
|                    |         |                                                                                         |            |                                                                                    |
| 15 juni 1986 18:00 | Vitesse | 0 – 5                                                                                   | SC Veendam | Stadion: Nieuw-Monnikenhuize, Arnhem Toeschouwers: 231 Scheidsrechter: Jan Dolstra |
| 15 juni 1986 18:00 |         | 2' Alex Klompstra 5' (e.d.) Wilco Klop 41' Herman Dieterman 75' Joop Gall 85' Boy Nijgh |            | Stadion: Nieuw-Monnikenhuize, Arnhem Toeschouwers: 231 Scheidsrechter: Jan Dolstra |
| 15 juni 1986 18:00 |         |                                                                                         |            | Stadion: Nieuw-Monnikenhuize, Arnhem Toeschouwers: 231 Scheidsrechter: Jan Dolstra |
| 15 juni 1986 18:00 |         |                                                                                         |            | Stadion: Nieuw-Monnikenhuize, Arnhem Toeschouwers: 231 Scheidsrechter: Jan Dolstra |
|                    |         |                                                                                         |            |                                                                                    |

|                    |                                |       |                                      |                                                                                            |
| 15 juni 1986 18:00 | Willem II                      | 2 – 2 | RKC                                  | Stadion: Gemeentelijk Sportpark, Tilburg Toeschouwers: 1.500 Scheidsrechter: Jef van Vliet |
| 15 juni 1986 18:00 | Kevin Maddock 50' Henk Vos 90' |       | 28' Leo van Veen 42' Ton Cornelissen | Stadion: Gemeentelijk Sportpark, Tilburg Toeschouwers: 1.500 Scheidsrechter: Jef van Vliet |
| 15 juni 1986 18:00 |                                |       |                                      | Stadion: Gemeentelijk Sportpark, Tilburg Toeschouwers: 1.500 Scheidsrechter: Jef van Vliet |
| 15 juni 1986 18:00 |                                |       |                                      | Stadion: Gemeentelijk Sportpark, Tilburg Toeschouwers: 1.500 Scheidsrechter: Jef van Vliet |
|                    |                                |       |                                      |                                                                                            |

## Voetnoten
SC Cambuur ·
DS '79 ·
Emmen ·
Eindhoven ·
De Graafschap ·
FC Den Haag ·
sc Heerenveen ·
Helmond Sport ·
NAC ·
PEC Zwolle '82 ·
RBC ·
RKC ·
SVV ·
Telstar ·
SC Veendam ·
Vitesse ·
FC Volendam ·
FC Wageningen ·
Willem II
Eredivisie

1960 · 1975 · 1987 · 1988
Eerste divisie

1973 · 1974 · 1975 · 1976 · 1977 · 1978 · 1979 · 1980 · 1981 · 1982 · 1983 · 1984 · 1985 · 1986 · 1987 · 1988 · 1989 · 1990 · 1991 · 1992 · 1993 · 1994 · 1995 · 1996 · 1997 · 1998 · 1999 · 2000 · 2001 · 2002 · 2003 · 2004 · 2005

Vanaf 2006 staan alle competities op 1 pagina.

2006 · 2007 · 2008 · 2009 · 2010 · 2011 · 2012 · 2013 · 2014 · 2015 · 2016 · 2017 · 2018 · 2019 · 2020 · 2021 · 2022 · 2023 · 2024